# Dusocin (gromada)
Dusocin – dawna gromada, czyli najmniejsza jednostka podziału terytorialnego Polskiej Rzeczypospolitej Ludowej w latach 1954–1972.
Gromady, z gromadzkimi radami narodowymi (GRN) jako organami władzy najniższego stopnia na wsi, funkcjonowały od reformy reorganizującej administrację wiejską przeprowadzonej jesienią 1954 do momentu ich zniesienia z dniem 1 stycznia 1973, tym samym wypierając organizację gminną w latach 1954–1972.
Gromadę Dusocin z siedzibą GRN w Dusocinie utworzono – jako jedną z 8759 gromad na obszarze Polski – w powiecie grudziądzkim w woj. bydgoskim, na mocy uchwały nr 24/6 WRN w Bydgoszczy z dnia 5 października 1954. W skład jednostki weszły obszary dotychczasowych gromad Dusocin, Jamy i Zarośle oraz wieś Białochowo z dotychczasowej gromady Białochowo ze zniesionej gminy Mokre w tymże powiecie. Dla gromady ustalono 17 członków gromadzkiej rady narodowej.
31 grudnia 1959 z gromady Łasin wyłączono nadleśnictwo Jamy, włączając je do gromady Rogóźno w tymże powiecie, po czym gromadę Dusocin zniesiono, włączając jej (pozostały) obszar do gromady Świerkocin w tymże powiecie.